# Dwm (ウィンドウマネージャ)
dwm (Dynamic Window Manager) は、X Window System上で動作し、最小主義を標榜する動的タイル型ウィンドウマネージャ。その外見はwmiiに似ているが、中身はより、そして非常にシンプルである。シンプルであるためにdwmは純粋にC言語で記述され、あらゆる設定インタフェースを持たない。設定変更はソースコードを修正し、コンパイルすることで適用される。プロジェクトのガイドラインによりソースコードが2,000行を越えてはならないとされており、ユーザが設定するオプションはすべて1個のヘッダファイルに含まれている。
初期のバージョンでは、標準入力を画面上端のステータスバーに任意で表示することができたが、後にxsetrootで設定されるルートウィンドウ名を使用するようになった。これはしばしば他のデスクトップ環境における通知エリアのような情報表示用に使用される。このステータスバーは、同じくdwmの開発者により作成されたテキスト型アプリケーションランチャdmenuによって補完される。dwmはマウス追随型フォーカスモデルを採用しており、フォーカスを示すウィンドウ枠以外の装飾を持たない。

## フォークやパッチ
dwmプロジェクトは大きく注目され、多くのウィンドウマネージャがdwmソースをベースとするか、その影響を受けた。多数のフォークやパッチが公式サイトで紹介されている。主なものを以下に示す。
xmonad
dwmをHaskellで書き直し、機能を追加した。
awesome
dwmに対し、FreeTypeサポート、Lua言語による高度な設定と拡張性、freedesktop.org仕様の実装、より多くのレイアウトタイプの追加などが行われている。
Echinus
dwmに対し、FreeTypeサポート、EWMH、クリック追随型フォーカス、設定インタフェース、より多くのレイアウトタイプの追加などが行われている。
scrotwm
dwmからコードを流用し、設定インタフェース、動的Xineramaサポート、および状態を維持したままの再起動が行える。